# Altforst

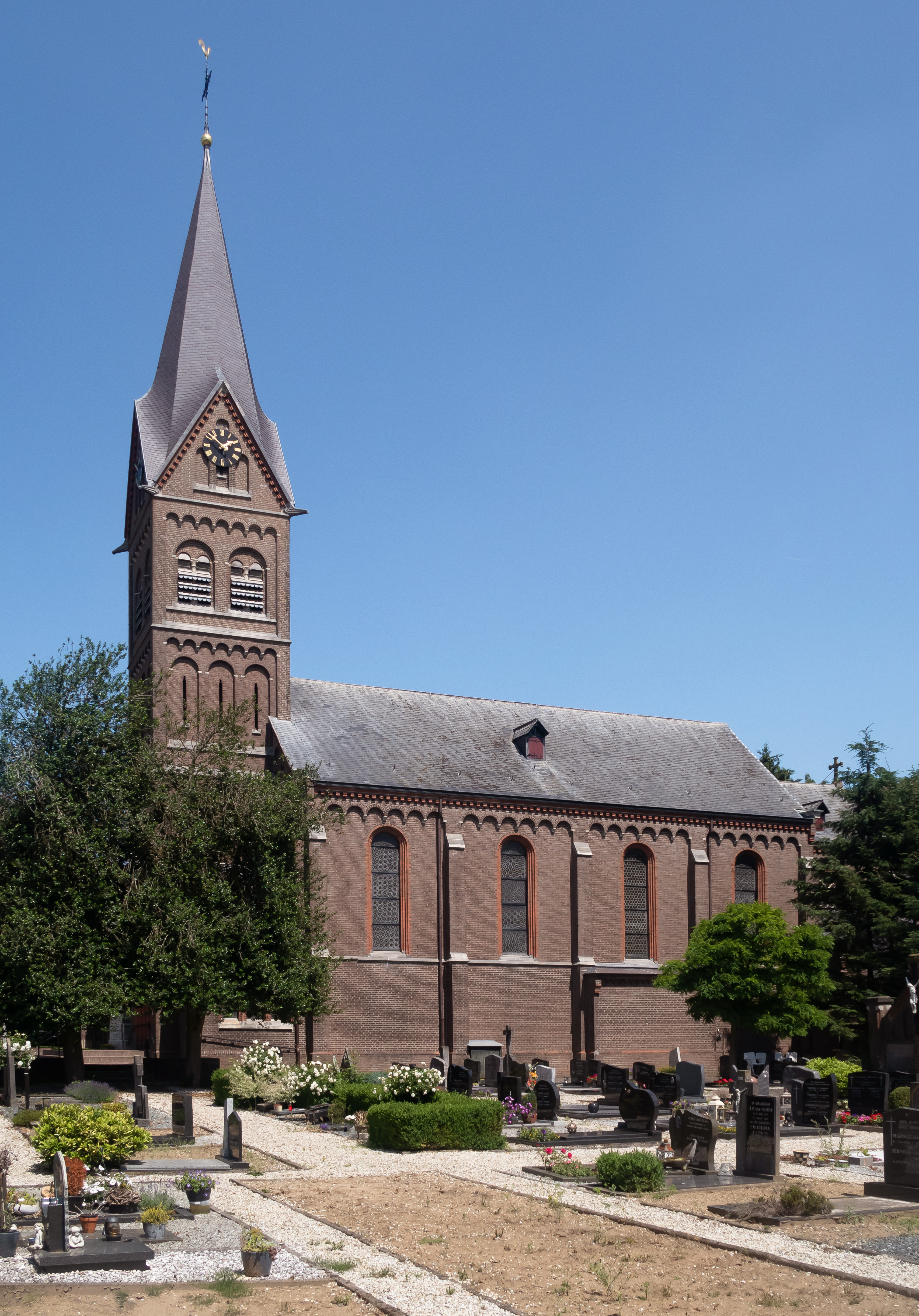
L'église: la Sint-Donatuskerk

Altforst est un village appartenant à la commune néerlandaise de West Maas en Waal. En 2006, le village comptait environ 550 habitants.